# Breitenstein (stacja kolejowa)
Breitenstein (niem: Bahnhof Breitenstein) – stacja kolejowa w Breitenstein, w kraju związkowym Dolna Austria, w Austrii. Znajduje się na ważnej magistrali kolejowej Südbahn, a dokładnie na Semmeringbahn.

## Połączenia
Stacja jest obsługiwana co dwie godziny przez regionalne pociągi relacji Payerbach-Reichenau - Mürzzuschlag i jest bardzo popularna wśród turystów.

## Linie kolejowe
- Südbahn